# キングスリー・マイケル
キングスリー・マイケル（Kingsley Michael, 1999年8月26日 - ）は、ナイジェリア・オウェリ出身のサッカー選手。ボローニャFC所属。ナイジェリア代表。ポジションはミッドフィールダー。

## 経歴

### クラブ
2017年8月29日、ボローニャFCに加入し、U-19チームに所属した。2017-18シーズンの終盤には、トップチームで何度かベンチ入りを果たしたが、出場することは無かった。
2018年8月15日、セリエBのペルージャ・カルチョにレンタル移籍した。8月24日、ブレシア戦にラッファエレ・ビアンコとの交代で途中出場し、セリエBデビューを果たした。
2019年8月25日、2019-20シーズンの開幕戦のエラス・ヴェローナFC戦に先発出場し、セリエAデビューを果たした。9月2日、USクレモネーゼにレンタル移籍した。
2021年2月1日、セリエBのレッジーナ1914にシーズン終了までのレンタルで移籍した。

### 代表
U-17ナイジェリア代表として、ナイジェリア代表が4位となった2015 アフリカ U-17ネイションズカップと、優勝した2015 FIFAU-17ワールドカップに出場した。U-17ワールドカップの準々決勝のブラジル代表戦ではゴールを挙げて3-0の勝利に貢献したが、準決勝と決勝では出場機会が無かった。
2021年9月7日、2022 FIFAワールドカップ・予選のカーボベルデ代表戦にフル出場し、A代表デビューを果たした。